# Мендельсон, Феликс
Я́коб Лю́двиг Фе́ликс Мендельсо́н Барто́льди (нем. Jakob Ludwig Felix Mendelssohn Bartholdy; 3 февраля 1809[…], Гамбург, Рейнский союз — 4 ноября 1847[…], Лейпциг, Королевство Саксония, Германский союз) — немецкий композитор, пианист, дирижёр, педагог еврейского происхождения.
Один из крупнейших представителей романтизма в музыке. Глава Лейпцигской школы в немецкой музыке, основатель Лейпцигской консерватории, внук философа Мозеса Мендельсона.

## Биография

### Ранний период
Феликс Мендельсон родился в семье банкира Авраама Мендельсона. Дедом композитора был знаменитый еврейский философ Мозес (Моисей) Мендельсон, основатель движения Хаскала («еврейского Просвещения»). Несколько лет спустя после рождения Феликса семья Мендельсонов, еврейская по происхождению, приняла лютеранство и взяла вторую фамилию — Бартольди. В 1811 году Мендельсоны перебрались в Берлин.
Юный Феликс рос в богатой творческой и интеллектуальной атмосфере. В доме Мендельсонов часто бывали многие знаменитые люди того времени, в частности, знаменитый философ Фридрих Гегель и видный музыкальный педагог и композитор того времени Карл Цельтер. Именно Цельтер обратил внимание на хорошие музыкальные способности Мендельсона и стал давать ему уроки теории музыки. Одновременно Мендельсон начал заниматься на фортепиано у Людвига Бергера и на скрипке сперва у Карла Хеннинга, а затем у Эдуарда Рица (которому в 1822 году посвятил свой юношеский ре-минорный концерт). Уже в девять лет Мендельсон успешно выступил как пианист, а год спустя в Берлине успешно состоялся его вокальный дебют (Мендельсон обладал хорошим альтом). К этому же времени относятся его первые серьёзные композиторские опыты: соната для скрипки и фортепиано, фортепианное трио, две фортепианных сонаты, ряд органных сочинений. В 1821 году Цельтер познакомил Мендельсона с Гёте, который благосклонно отнёсся к таланту 12-летнего музыканта. Вскоре состоялось знакомство Мендельсона с Вебером, который приехал в Берлин на постановку своей оперы «Вольный стрелок».
В эти годы Мендельсон уже ведёт активную концертную деятельность, выступая как пианист и дирижёр. Из известных работ этого периода — Первая симфония c-moll, Концерт для фортепиано с оркестром a-moll, фортепианные квинтет и секстет, в 1824 году была поставлена его опера «Два племянника». Знакомство Мендельсона со знаменитым пианистом Игнацем Мошелесом, относящееся к этому же времени, переросло в многолетнюю дружбу и творческое сотрудничество.

### Начало творческой карьеры (1825—1829)
В 1825 году Авраам Мендельсон совершает поездку в Париж и берёт с собой сына. Париж того времени был одним из музыкальных центров Европы, где работали крупнейшие композиторы того времени — Джоаккино Россини и Джакомо Мейербер. Мендельсон встречается с ректором Парижской Консерватории Луиджи Керубини, который даёт его дарованию высочайшую оценку. Французская композиторская школа не произвела на Мендельсона большого впечатления, о чём свидетельствует его переписка того времени, что не помешало ему, тем не менее, завести многочисленные знакомства в музыкальных кругах Франции.
В мае 1825 года Мендельсоны возвращаются в Берлин, где Феликс во второй раз в жизни встречается с Гёте. В доме писателя был впервые исполнен посвящённый ему Фортепианный квартет Мендельсона. В августе того же года композитор заканчивает свою двухактную оперу «Свадьба Камачо» по одному из эпизодов «Дон Кихота» Сервантеса.
Семья Мендельсонов поселяется в просторном старинном доме на Leipziger Straße 3, в котором был большой музыкальный зал. Традицией стали субботние концерты Мендельсона, на которые приходило до нескольких сотен зрителей.
В 1826 году Мендельсон сочинил одно из самых известных своих произведений — увертюру к комедии Шекспира «Сон в летнюю ночь». Впоследствии он часто дирижировал этим произведением в своих концертах.
1827 год отмечен первой постановкой «Свадьбы Камачо». На первом представлении оркестром руководил Гаспаре Спонтини. Публика хорошо приняла оперу, однако из-за многочисленных интриг, возникших вокруг неё, второе представление сорвалось. В дальнейшем Мендельсон разочаровался в этом своём сочинении и больше не написал ни одной оперы, сосредоточившись на инструментальной музыке и ораториях.
В том же году Мендельсон поступает в Берлинский университет, где слушает лекции Фридриха Гегеля.
Мендельсон активно интересовался музыкой Баха, в то время почти совершенно забытого композитора. Ещё в 1823 году его бабушка подарила ему копию манускрипта «Страстей по Матфею». Хоровые сочинения Баха давал Мендельсону для работы Цельтер, считая их, однако, не более чем учебным материалом. Когда в 1829 году совместно с певцом и режиссёром Эдуардом Девриентом Мендельсон задумал продирижировать Страсти по Матфею, Цельтер активно выступал против. Однако исполнение состоялось (это было первое исполнение «Страстей» после смерти Баха), правда, в сокращённом виде (Мендельсон был вынужден убрать некоторые арии, речитативы и хоралы, иначе исполнение могло затянуться на очень долгое время) и с некоторыми изменениями в составе оркестра (партия клавесина исполнялась на хаммерклавире, причём самим Мендельсоном, партии гобоев д’амур — кларнетными, а гобоев да качча («охотничьих гобоев») — скрипичными). Девриент исполнял партию Иисуса. Исполнение имело большой успех, и Мендельсон исполнил «Страсти» в ближайших концертах ещё дважды.

### Зарубежные гастроли (1829—1832)
Спустя некоторое время после исполнения «Страстей» Мендельсон по приглашению Мошелеса прибывает с гастролями в Лондон. Здесь он в концертах Филармонического общества дирижирует своими оркестровыми сочинениями — Симфонией c-moll, увертюрой «Сон в летнюю ночь», выступает как пианист с сочинениями Вебера и Бетховена. В одном из концертов Мендельсон совместно с Мошелесом исполнил свой Концерт для двух фортепиано с оркестром. Концерты Мендельсона пользовались огромным успехом, в 1829 он предпринимает турне по Шотландии, и возвращается в Берлин уже европейской знаменитостью. Под впечатлением от визита в Шотландию композитор создаёт симфонию, впоследствии получившую название «Шотландская» (завершена и исполнена была лишь в 1842), и увертюру «Гебриды».
Посещение Англии стало лишь первой частью грандиозного концертного тура, который спонсировался отцом Мендельсона. В 1830 году композитору было предложено звание профессора в Берлине, однако Мендельсон от него отказался и предпринял новые гастроли, на этот раз в Италию, по пути остановившись в Веймаре и посетив Гёте, который в то время жил там.
По возвращении из Италии Мендельсон дал целую серию концертов в Мюнхене (там он сочинил и впервые исполнил фортепианный Концерт g-moll), Штутгарте, Франкфурте, и в декабре 1831 года прибыл в Париж. Проведя там четыре месяца, Мендельсон познакомился с Листом и Шопеном. Парижская публика, однако, неожиданно встретила новые сочинения Мендельсона весьма прохладно (в частности, это относилось к Реформационной симфонии). В марте 1832 года Мендельсон заразился холерой, из-за чего пришлось отменить остававшиеся концерты. Правда, достаточно быстро композитору удалось излечиться от болезни.
Уже в апреле того же года Мендельсон дал серию концертов в Лондоне, где выступал не только как дирижёр, но и как органист, а также выпускает в печать первую книгу своих знаменитых «Песен без слов».
Летом Мендельсон возвращается в Берлин.

### Дюссельдорф (1832—1835)

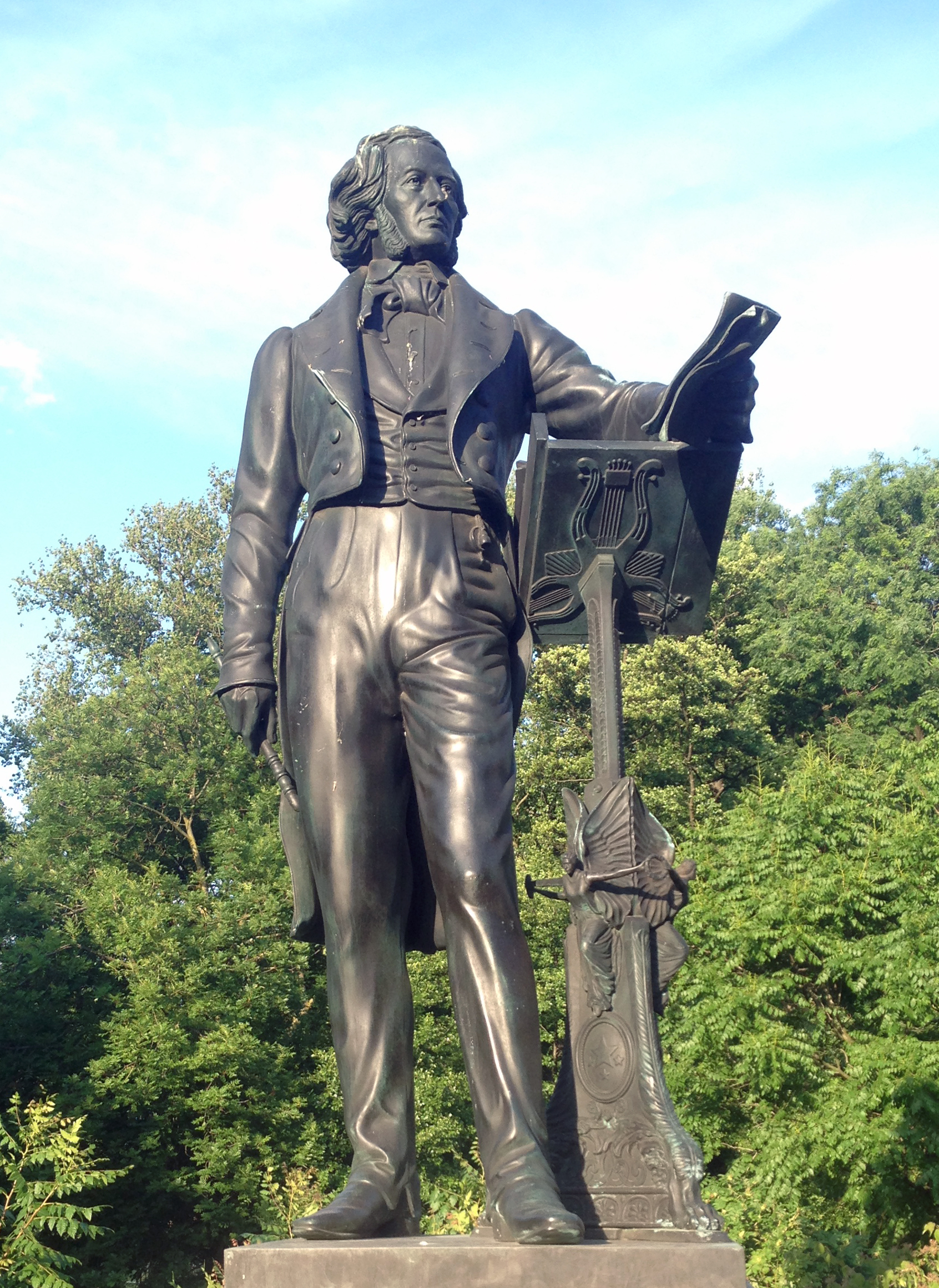
Памятник в Дюссельдорфе, Хофгартен

В мае 1832 года умирает Карл Цельтер, первый учитель Мендельсона и директор Певческой Академии в Берлине. По настоянию своего отца Мендельсон выдвигает свою кандидатуру на этот пост, однако члены Академии проголосовали за вице-директора Карла Рунгенхагена, причём, как утверждал Эдвард Девриент, не последнюю роль в этом решении сыграли антисемитские взгляды некоторых членов Академии. Спустя некоторое время композитор принимает решение покинуть Берлин.
В 1833 году Мендельсон в третий раз посещает Лондон, где исполнил свою Симфонию A-dur (позднее получившую название «Итальянской»). После этого Мендельсона приглашают продирижировать на Рейнском музыкальном фестивале в Дюссельдорфе. Концерт имеет огромный успех, и композитору предлагают место генеральмузикдиректора. Мендельсон соглашается и в течение двух лет регулярно дирижирует оперными постановками и симфоническими концертами. Они пользуются большим успехом, однако отношения Мендельсона с руководящими кругами театральной жизни города складывались не всегда удачно, поэтому, когда в 1835 году после блестящего выступления на Кёльнском музыкальном фестивале ему предложили пост капельмейстера симфонических концертов лейпцигского Гевандхауса, композитор сразу принял это предложение.

### Лейпциг (1835—1841)
4 октября 1835 года в Лейпциге состоялся первый концерт под управлением Мендельсона. На нём была исполнена увертюра «Морская тишь и счастливое плавание». Скоро концерты Гевандхауса становятся одними из важнейших событий музыкальной жизни Европы, а Мендельсон — одной из основных её фигур. В 1836 году Лейпцигский университет присваивает композитору степень доктора философии honoris causa.
Ещё в Дюссельдорфе Мендельсон задумал написать трилогию ораторий на библейские темы «Илия — Павел — Христос», однако постоянная концертная деятельность не давала ему возможности взяться за эту работу. В Лейпциге композитору удалось начать воплощать свой замысел: оратория «Павел» была окончена весной 1836 года и вскоре исполнена под управлением автора на Рейнском музыкальном фестивале.
В марте 1837 года Мендельсон женится на Сесиль Жанрено (1817—1853), происходившей из осевших в Германии состоятельных французов-гугенотов (к этому же роду относился троюродный племянник Сесили Жанрено Макс Вебер). У них было пятеро детей, в том числе историк Карл Мендельсон Бартольди и химик Пауль Мендельсон Бартольди.
Мендельсон снова посещает с гастролями Лондон, где дирижирует ораторией «Павел», выступает с органными концертами и даёт мастер-классы. Начинается работа над ораторией «Илия».
Авторитет композитора все растёт, к нему обращаются музыканты за советом и помощью, его мнение о новых сочинениях считается непререкаемым. В апреле 1840 года он обращается с ходатайством об организации в Лейпциге консерватории. Он отказывается от руководящего поста, но становится главой первой немецкой консерватории, открытой 3 года спустя. Мендельсон ведёт классы сольного пения, композиции и инструментовки. Продолжаются и концертные турне. Особую радость приносит Мендельсону Англия. В Бирмингеме он дирижирует ораторией «Павел» и «Хвалебной песнью», в Лондоне исполняет только что законченную Шотландскую симфонию.

### Берлин
В 1841 году прусский король Фридрих Вильгельм IV пригласил Мендельсона на пост капельмейстера в Берлин. Король хотел сделать этот город культурным центром Германии. Мендельсону было поручено реформировать Королевскую Академию искусств и руководить соборным хором.
Однако реформаторская деятельность Мендельсона в Берлине встречала яростное сопротивление, и он решил вернуться к концертной деятельности. В 1842 году он с женой в очередной раз посещает Англию, где его концерты по-прежнему пользуются большим успехом. В этот период творчества Мендельсон пишет музыку для театральных постановок: «Антигона», «Царь Эдип», «Сон в летнюю ночь».

### Последние годы в Лейпциге

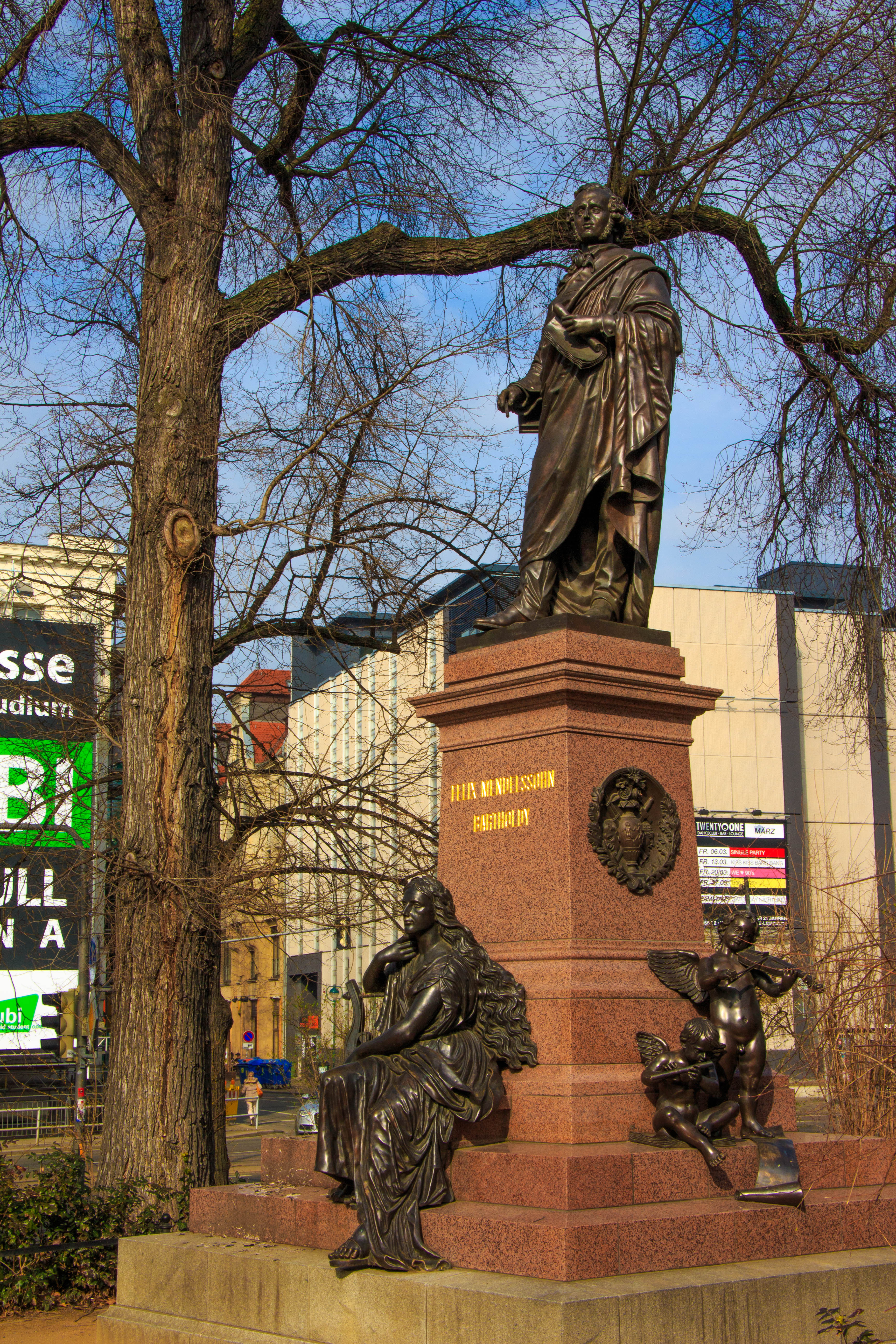
Памятник в Лейпциге

В 1843 году при активном участии Мендельсона в Лейпциге была открыта Консерватория — первое высшее музыкальное учебное заведение Германии. В качестве преподавателей были приглашены Шуман, Давид, Мошелес и другие крупные музыканты того времени. Год спустя он вновь даёт концерты в Англии, а по возвращении подаёт королю прошение об отставке с поста берлинского капельмейстера.
В сентябре 1845 года Мендельсон возвращается в Лейпциг, где занимает прежний пост дирижёра концертов Гевандхауза, преподаёт в Консерватории и пишет ораторию «Илия». Сочинение было окончено в 1846 году и впервые исполнено в Бирмингеме. По возвращении в Лейпциг он принимается за создание третьей части трилогии — «Христос», однако здоровье композитора пошатывается, и работу над ораторией он приостанавливает. В 1847 году Мендельсон в последний раз едет в Англию, где дирижирует ораторией «Илия» в Манчестере и Бирмингеме.
В последние годы жизни Мендельсон пережил яркий роман со шведской оперной певицей Женни Линд (1820—1887), которой он протежировал с 1844 года. Композитор обещал ради неё бросить семью, чтобы бежать с ней в Америку, угрожал самоубийством, но певица отказалась разделить его судьбу. Измученный безответными чувствами композитор написал гениальный Концерт для скрипки с оркестром ми минор, ставший признанным шедевром мировой музыки.
14 мая 1847 года в возрасте 42 лет умирает старшая сестра Мендельсона Фанни. Потрясённый этим известием, композитор прекращает концертную деятельность и на некоторое время уезжает в Швейцарию. 28 октября того же года в Лейпциге с ним случается инсульт, а 3 ноября — второй. На следующий день Мендельсон умер.
В доме на Гольдшмидтштрассе 12, где умер композитор, сегодня находится Музей Мендельсона.

### Захоронение в Берлине
Во исполнение последней воли покойного его тело было перевезено в Берлин, где он был похоронен рядом со своей недавно умершей любимой сестрой Фанни на семейном участке Мендельсонов на «Первом кладбище Общины святой Троицы» в Берлине по адресу Мерингдамм 22. Могила с простым белым крестом сохранилась, здесь покоится и ряд его других родственников.
Вскоре после смерти Мендельсона Женни Линд основала Фонд стипендий имени Феликса Мендельсона (1849). В 1896 году муж певицы Отто Голдшмидт передал в него документы покойной жены с условием, что они не будут публиковаться в течение 100 лет. Однако в 1996 году Фонд не стал публиковать содержание архива, что автор фундаментальной биографии «A Portrait of Mendelssohn» (2003) Клайв Браун назвал «заговором молчания».

## Мендельсон глазами современников и потомков

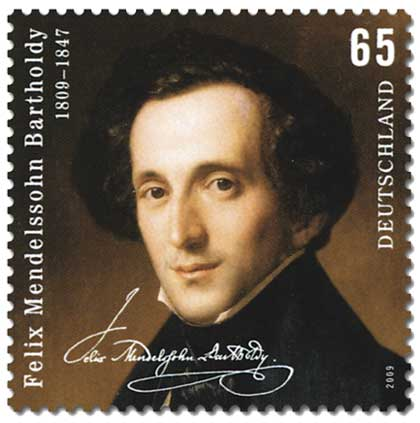
Марка к 200-летию со дня рождения Мендельсона

Репутация Мендельсона в кругу музыкантов-современников была весьма высока. Роберт Шуман называл его «Моцартом девятнадцатого столетия», молодой Гектор Берлиоз писал, что пианистическое искусство Мендельсона столь же велико, сколь его композиторский гений, а о последней оратории Мендельсона «Илия» отозвался как о «возвышенно величавой и неописуемо роскошной в гармонии».
Вскоре после смерти Мендельсона, однако, его творчество подверглось жёсткой и неоднозначной оценке в статье Рихарда Вагнера «Еврейство в музыке»: признавая за Мендельсоном «богатейший специфический талант», Вагнер обвиняет его в подражании Иоганну Себастьяну Баху и с осуждением заявляет, что «творческие усилия Мендельсона, направленные к тому, чтобы неясные, ничтожные идеи нашли не только интересное, но умопоражающее выражение, немало содействовали распущенности и произволу в нашем музыкальном стиле», ставя эти свойства музыки Мендельсона в прямую зависимость от его национальной принадлежности. Впрочем, отмечается, что действительное отношение Вагнера к Мендельсону не было таким однозначным. На защиту Мендельсона от Вагнера выступил, в частности, всегда высоко ценивший Мендельсона Пётр Ильич Чайковский, иронически писавший: «Не стыдно ли было высокодаровитому еврею с таким коварным ехидством услаждать человечество своими инструментальными сочинениями вместо того, чтобы с немецкой честностью усыплять его подобно Вагнеру в длинных, трудных, шумных и подчас невыносимо скучных операх!»
Велики заслуги Мендельсона и в качестве дирижёра: под его управлением впервые после долгого перерыва были исполнены сочинения Баха и Генделя, а также до-мажорная симфония Шуберта.

## Музыкальные инструменты
Для своих выступлений на рояле Феликс Мендельсон использовал инструменты венского мастера Конрада Графа. В 1832 г. композитор попросил Алоиса Фукса приобрести для него рояль Графа и доставить в его родительский дом в Берлине. Мендельсон был настолько доволен инструментом, что решил заказать у Графа ещё два рояля: один для себя и один для невесты своего брата.

## Основные сочинения Мендельсона

### Оперы и зингшпили
- «Два племянника, или Дядюшка из Бостона»
- «Свадьба Камачо»
- «Любовь солдата»
- «Два педагога»
- «Бродячие комедианты»
- «Возвращение с чужбины» (переработано в вокальный цикл, op. 89; 1829)

### Оратории
- «Павел», op. 36 (1835)
- «Илия», op. 70 (1846)
- «Христос», op. 97 (не окончена)
- Te Deum

### Кантаты
- «Christe, Du Lamm Gottes» (1827)
- «O Haupt voll Blut und Wunden» (1830)
- «Vom Himmel hoch» (1831)
- «Wir glauben all» (1831)
- «Ach Gott vom Himmel sieh darein» (1832)
- «Вальпургиева ночь», op. 60
- «Праздничные песнопения», op. 68 (1840)
- «Wer nur den lieben Gott lasst walten» (1829)

### Оркестровые сочинения
- 13 симфоний для струнного оркестра (1821—1823)
- Симфония № 1 c-moll op. 11 (1824)
- Симфония № 2 B-dur (симфония-кантата «Хвалебная песнь»), op. 52 (1840)
- Симфония № 3 a-moll («Шотландская»), op. 56 (1842)
- Симфония № 4 A-dur («Итальянская»), op. 90 (1833)
- Симфония № 5 d-moll («Реформационная»), op. 107 (1832, посвящена 300-летию Реформации в Германии)
- Увертюра C-Dur («Увертюра с трубами»), op. 101 (1825)
- Увертюра «Сон в летнюю ночь», op. 21 (1826/1831)
- Увертюра «Сказка о прекрасной Мелузине», op. 32 (1833)
- Увертюра «Гебриды, или Фингалова пещера», op. 26 (1832)
- Увертюра «Морская тишь и счастливое плавание», op. 27 (1828/1833/1834)
- Увертюра «Рюи Блаз», op. 95 (1839)
- Музыка к трагедии «Антигона», op. 55 (1841)
- Музыка к комедии «Сон в летнюю ночь», op. 61 (1843, в том числе «Свадебный марш»)
- Музыка к пьесе «Аталия», op. 74 (1843—1845)
- Музыка к трагедии «Эдип», op. 93 (1845)
- Музыка к пьесе «Лорелея», op. 98 (1845)

### Концерты
- Концерт для скрипки с оркестром d-moll (1822)
- Концерт для скрипки с оркестром, e-moll op. 64 (1838, вторая редакция 1844)
- Концерт для фортепиано с оркестром a-moll (1822)
- Концерт для фортепиано с оркестром № 1 g-moll, op. 25 (1831)
- Концерт для фортепиано с оркестром № 2 d-moll, op. 40 (1837)
- Два концерта для двух фортепиано с оркестром (E-dur и As-dur) (1823—1824)
- Концерт для скрипки и фортепиано с оркестром d-moll (1823)

### Камерные сочинения
- Семь струнных квартетов;
- Два струнных квинтета;
- Струнный октет;
- Две сонаты для скрипки и фортепиано;
- Две сонаты для виолончели и фортепиано;
- Два фортепианных трио;
- Три фортепианных квартета;
- Соната для альта и фортепиано

### Сочинения для фортепиано
- Прелюдии и фуги ор. 35
- «Серьёзные вариации» ор. 54
- Три сонаты
- Фантазия fis-moll op.28
- Этюды op.104b 
  1. Этюд b-moll
  2. Этюд F-Dur
  3. Этюд a-moll

- Каприччио op.5 fis-moll
- Каприччио op.118 e-moll
- Скерцо каприччиозо WoO 3 fis-moll
- Блестящее каприччио для фортепиано с оркестром h-moll op.22
- «Песни без слов», восемь тетрадей
- Рондо каприччиозо e-moll op.14
- Фантазия на тему «Последней розы лета» op.15

### Сочинения для органа
- Прелюдия d-moll (1820)
- Анданте D-dur (1823)
- Пассакалья c-moll (1823)
- Три прелюдии и фуги, op. 37 (1836/37)
- Три фуги (1839)
- Прелюдия c-moll (1841)
- Шесть сонат op. 65 (1844/45)
- Анданте с вариациями D-dur (1844)
- Аллегро B-dur (1844)

### Вокальные и хоровые сочинения

#### «Петь на просторе». Шесть песен. Op. 41
- № 1. «В лесу» (сл. А. Платена)
- № 2. «Беги со мной» (сл. Г. Гейне)
- № 3. «Как иней ночкой весенней пал» (сл. Г. Гейне)
- № 4. «Над её могилой» (сл. Г. Гейне)
- № 5. «Майская песня» (сл. Л. Хёльти)
- № 6. «На озере» (сл. И. В. Гёте)

#### «Первый день весны». Op. 48
- № 1. «Предчувствие весны» (сл. Л. Уланда)
- № 2. «Подснежник» (сл. Н. Ленау)
- № 3. «Праздник весны» (сл. Л. Уланда)
- № 4. «Песня жаворонка». Канон
- № 5. «Утренняя молитва» (сл. Й. Эйхендорфа)
- № 6. «Осенняя песня» (сл. Н. Ленау)

#### «Среди зелени». Шесть песен. Op. 59 (1844)
- № 1. «Среди зелени» (сл. Г. Шези)
- № 2. «Ранняя весна» (сл. И. В. Гёте)
- № 3. «Прощание с лесом» (сл. Й. Эйхендорфа)
- № 4. «Соловей» (сл. И. В. Гёте)
- № 5. «Грёзы» (сл. Л. Уланда)
- № 6. «Охотничья песня» (сл. Й. Эйхендорфа)

### Мотеты
- Услышь молитву мою! (англ. Hear My Prayer, нем. Hör mein Bitten). Соль мажор, WoO 15, текст перевода Псалма 54 (55).

#### Шесть хоров. Op. 88
- № 1. «Новогодняя песня» (сл. Й. П. Гебеля)
- № 2. «Счастливый» (сл. Й. Эйхендорфа)
- № 3. «Пастушья песня» (сл. Л. Уланда)
- № 4. «Лесные птички» (сл. Щютца)
- № 5. «Германия» (сл. Й. П. Гебеля)
- № 6. «Странствующий музыкант» (сл. Й. Эйхендорфа)

#### Четыре хора. Op. 100
- № 1. «Память»
- № 2. «Хвала весне» (сл. Л. Уланда)
- № 3. «Весенняя песня»
- № 4. «В лесу»